# Mapa político

Mapa político con los estados soberanos del mundo.

Un mapa político es un mapa geográfico de la superficie de la Tierra o sus partes individuales, que indica los límites de los Estados y otras unidades administrativas y territoriales.
Los mapas políticos generalmente no prestan atención a los elementos geográficos o de asentamiento, como el terreno, la red de asentamientos, las líneas de comunicación de carreteras y ferrocarriles, etc.

## Introducción
Cada mapa es inexacto y, por lo tanto, todos, sin excepción, están "mintiendo", es decir, están distorsionados. La razón es la imposibilidad de convertir perfectamente la superficie de la tierra (un elipsoide esférico) en un rectángulo o una superficie cuadrada. Por lo general, también reduce la realidad tridimensional (x, y, z) al nivel bidimensional del mapa (x, y). 

## Características del mapa
Para la geografía política, tres aspectos son significativos en un mapa:
- Proyección: al elegir la proyección adecuada, puede reducir la distorsión de los ángulos, áreas o longitudes en algunas secciones del mapa. La imagen más utilizada es la llamada proyección de Mercator, que distorsiona la mayor parte del área alrededor de los polos.

- Escala: el mapa debe mostrar la zona o tema de su interés. No debe ser demasiado grande o demasiado pequeño. El objetivo básico es que el mapa sea claro.

- Símbolos y leyenda: representan características político-administrativas o físicas de la región de interés, deben ser concisos, localizados de manera clara y comprensible.[2] Se utilizan los colores más comunes (azul=agua, verde=bosque, etc.) y símbolos acordados internacionalmente (línea roja=riel, línea punteada=límites nacionales, etc.).

## Mapa político
El mapa político muestra con mayor frecuencia el territorio de estados nacionales soberanos específicos, que están separados por líneas que representan los límites y el espacio interior está pintado con un color distinto para cada uno de ellos (excepto la Antártida, que se utiliza el blanco), por lo que todos los continentes están divididos. Es por eso que el estado territorial se convirtió en el representante más prominente de la región.
La aparición de mapas políticos, por ejemplo, ha influido en los poderes coloniales en el pasado. Muchos estados que han ganado la independencia han respetado las fronteras coloniales, que, sin embargo, no correspondían a los orígenes étnicos originales de esos territorios. Un ejemplo es Gambia, cuyas fronteras con Senegal después de las largas disputas entre Gran Bretaña y Francia, se establecieron en 1904, con el único interés de que los británicos obtuvieran el control total del río Gambia hasta el punto navegable más alejado, a unos 350 km de la desembocadura del río. Un ejemplo similar de división en Asia es la partición de la India en dos estados sucesores.

### Mares y océanos
Muchas personas destacan solo la tierra en el mapa, a menudo descuidando los mares y océanos, aunque su importancia es considerable hoy en día. Se estima que hasta el 95% de todo el transporte internacional se realiza en el mar y alrededor del 70% de la población humana vive a menos de 60 km de las costas de los continentes.

## Mapas especiales
Además de los mapas físico-geográficos o políticos, podemos encontrar mapas especiales que ignoran deliberadamente la escala y enfatizan la forma o el tamaño. Los ejemplos son, por ejemplo, varios pictogramas, cartogramas o diagramas de bloques, donde se muestran varias características (por ejemplo, para mostrar el PIB de los países del mundo, un mapa puede mostrar a Estados Unidos, Europa o Japón varias veces "más grande" que toda África).

## Mapas propagandísticos
Hay mapas cuya intención es intencionalmente mentir (distorsionar). La causa puede ser la desorientación deliberada del enemigo (con objetivo de estrategia militar o política), o los datos en el mapa se modifican a favor del autor. En este caso, se habla de los llamados mapas propagandísticos.
Su uso no se limita a los estados, y se pueden encontrar en campañas publicitarias o políticas, entre otros. En el contexto europeo, es posible recordar el mapa de la Alemania nazi antes de la anexión de Checoslovaquia, que mostraba a la república como un puño que apunta al vientre alemán.
El color de los mapas de propaganda es una cualidad importante. Un color oscuro delimitado por un color también oscuro (preferiblemente negro) crea una sensación de peligro. El tema de los mapas de propaganda es a menudo limítrofe. Por ejemplo, después de perder la guerra en 1871, todas las escuelas francesas estaban equipadas con un mapa en el que Alsacia-Lorena era dibujada como parte de Francia.